# Tu si importante
Tu si importante, pubblicato nel 1998 su Musicassetta (VMC A70) e CD (CD 476), è un album discografico del cantante Mario Trevi.

## Il disco
Il disco contiene brani inediti di Mario Trevi. Iniziate ad abbandonare le canzoni di cronaca e le sceneggiate alla fine degli anni settanta, Trevi ritorna a trattare il tema della canzone melodica, adattandosi alle nuove tematiche nascenti. Gli arrangiamenti sono di Alberto Costa.
Nel 2003, i brani Tu si importante e Dopp' 'e me sono stati interpretati da Franco Miraggio nell'album A Maria e nel 2006 dal figlio Rosario nell'album Io canto a te.

## Tracce
1. Tu si importante (D'Agostino-Costa)
2. Doppe 'e te (D'Agostino-Costa)
3. È fernuta (D'Agostino-Costa)
4. E basta (D'Agostino-Caradonna-Costa)
5. Stu paese mio (D'Agostino-Caradonna-Costa)
6. Pé tutt'a vita (D'Agostino-Costa)
7. 'A mesata (D'Agostino-Costa)
8. N'ata storia se ne va (D'Agostino-Costa)